# Johann Caspar Taubert
Pour les articles homonymes, voir Taubert.
Johann Caspar Taubert (russifié en Ivan Ivanovitch Taubert, Иван Иванович Тауберт), né le 31 août (12 septembre) 1717 à Saint-Pétersbourg et mort le 9 (21) mai 1771 à Saint-Pétersbourg, est un historien et bibliothécaire allemand, sujet de l'Empire russe, qui fut directeur de la Bibliothèque de l'Académie impériale des sciences de Saint-Pétersbourg.

## Biographie
Taubert est le fils d'un Saxon, Johann Taubert, constructeur de moulins, venu s'installer à Saint-Pétersbourg en pleins travaux. Johann Caspar Taubert fait partie des premiers élèves du gymnase de l'Académie (1726-1805). Le 20 juin 1732, le président de l'Académie impériale des sciences, Laurentius Blümentrost, l'engage à la Kunstkamera et à la Bibliothèque de l'Académie. Il est traducteur de 1733 à 1736 de la Sankt-Peterburgische Zeitung de l'allemand en russe, devenu en russe Les bulletins de Saint-Pétersbourg (Санкт-Петербургские ведомости). Il étudie en 1735 des documents historiques de Novgorod acquis par l'Académie et traduit des listes de spécimens végétaux sibériens issus de la deuxième expédition du Kamtchatka. Taubert est élevé au titre d'adjoint (adjunct) de la classe d'histoire de l'Académie, le 29 mai 1738. En 1743, il reçoit la commande de publier en allemand la relation du couronnement de l'impératrice Élisabeth Ire de Russie. C'est sous sa direction qu'est édité un catalogue de l'Académie en mai 1744.
Il se rend en Saxe en août 1748 pour résoudre des questions familiales d'héritage après la mort de son père. Il profite de l'occasion pour visiter plusieurs bibliothèques d'Europe, comme à Hambourg et à Copenhague et étudier la possibilité de nouvelles acquisitions. Un premier envoi de caisses de livres et d'objets de collection part à destination de l'Académie en octobre 1749. Il dirige la commission des acquisitions en 1754 et à partir de 1758 prend la direction de toutes les publications de l'Académie. Il est élevé au rang de conseiller de collège. Il fonde une nouvelle maison d'éditions indépendante de l'Académie en 1759. Ses publications imprimées par cette maison d'édition sont vendues dans les boutiques de l'Académie, cependant les gains ne sont pas versés à l'Académie, mais directement à la maison d'édition. C'est elle qui imprime le manifeste de Catherine II de 1762, en allemand et en français. Ensuite Taubert est élevé au rang de conseiller d'État et au titre de bibliothécaire de Sa Majesté Impériale. Il fait partie de la Société d'économie libre fondée en 1765 par Johann Gottlob Lehmann et d'autres savants. Après la mort de Lomonossov, il est de facto le directeur de l'Académie.
Le comte Vladimir Orlov, nouveau président de l'Académie depuis octobre 1766, forme une commission de révision concernant la diffusion et la traduction des livres en langues étrangères effectuée par Taubert qui aboutit à son interdiction en 1767 de travailler à la Kunstkamera et à la Bibliothèque (qu'il dirige depuis 1761 et de jure de 1767 à sa mort) sans autorisation de la commission. Sa maison d'édition est réunie à l'Académie. Dès lors, Taubert se consacre à des travaux de traduction.
Il était marié depuis 1750 avec Éléonore Dorothée Schumacher (1730-1803).